# Langsamer Peter
Langsamer Peter ist ein einfaches Würfelspiel mit einem einzelnen Würfel für beliebig viele Mitspieler. Sehr ähnlich ist das Spiel Früh verliert.

## Spielweise

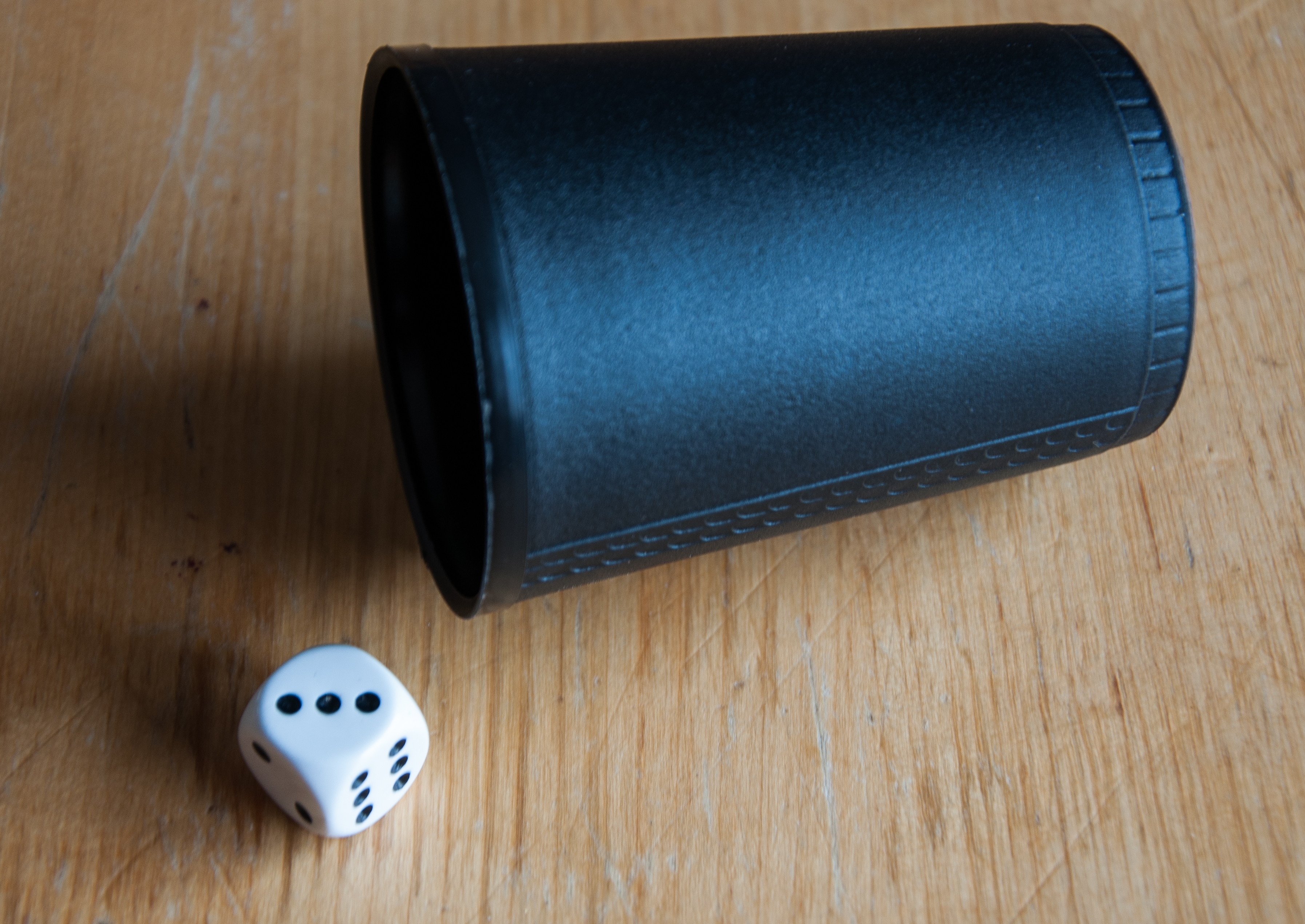
Langsamer Peter wird mit einem einzelnen Würfel gespielt.

Vor dem Spiel wird von einem Mitspieler eine Zahl zwischen Eins und Sechs genannt, danach würfelt jeder Spieler mit einem Würfel so lange, bis er diese Zahl würfelt. Dabei darf maximal zehnmal hintereinander gewürfelt werden. Der Mitspieler, der die meisten Würfe benötigt, ist der „Langsame Peter“ und verliert das Spiel.
Bei dem Spiel Früh verliert gibt ein Startspieler mit einem Wurf eine Augenzahl vor, die von den folgenden Spielern nach Möglichkeit nicht gewürfelt werden darf. Jeder Spieler würfelt dabei zehnmal, hier verliert der Spieler, der sie nach den wenigsten Würfen würfelt.

## Belege
1. ↑  „Langsamer Peter“ In: Robert E. Lembke: Das große Haus- und Familienbuch der Spiele. Lingen Verlag, Köln o. J.; S. 240.
2. ↑  „Früh verliert“ In: Robert E. Lembke: Das große Haus- und Familienbuch der Spiele. Lingen Verlag, Köln o. J.; S. 243.